# Erik Jendrišek
Erik Jendrišek, slovaški nogometaš, * 26. oktober 1986, Trstená, Češkoslovaška.
Jendrišek je trenutno član slovaškega kluba Liptovský Mikuláš, bil je tudi član slovaške reprezentance.

## Klubska kariera

### Ružomberok
Jendriška so proglasili za najboljšega mladega igralca na Slovaškem v sezoni 2002/03. Leta 2003 je z Ružomberokom podpisal svojo prvo profesionalno pogodbo, v klubu je ostal do leta 2006. V tem času je na 56 tekmah slovaške Superlige dosegel 30 zadetkov. Leta 2006 je z moštvom tudi osvojil dvojčka, torej je slavil v finalu pokala ter temu dodal še 1. mesto na ligaški lestvici. V sezoni 2005/06 je bil tudi najboljši strelec lige, prvo mesto si je razdelil skupaj z Róbertom Rákom, oba sta mrežo zatresla 21-krat.

### Hannover
Poleti 2006 je Jendrišek prestopil k Hannovru. V Hannover je prišel kot posojen igralec Ružomberoka za čas ene sezone, z možnostjo podaljšanja po koncu sezone.  Za Hannover je debitiral 9. septembra 2006 v prvem krogu pokalnega tekmovanja DFB-Pokal, tedaj je ob zmagi v gosteh proti Dynamo Dresdnu s 3–2 na zelenico prišel kot zamenjava. Njegov debi v nemški Bundesligi je napočil dva tedna kasneje, 23. septembra 2006. Tudi tedaj je na igrišče prišel s klopi, tekma proti Bayer Leverkusnu pa se je končala z remijem 1–1. Vseskozi si je skušal priboriti stalno mesto v ekipi, a mu to nikakor ni uspelo. Sezono je končal z 9 ligaškimi nastopi, od katerih ni niti enkrat začel tekme od prve minute, temveč je vselej prihajal na zelenico s klopi.

### Kaiserslautern
30. maja 2007 je Jendrišek na podlagi triletne pogodbe okrepil Kaiserslautern.  Za novega delodajalca je debitiral 4. avgusta 2007 v prvem krogu pokalnega tekmovanja DFB-Pokal, nasprotnik Wilhelmshaven je tedaj padel z izidom 4–0. V drugi nemški ligi je debitiral 13. avgusta 2007 na otvoritvenem dvoboju sezone proti Borussii Mönchengladbach, ki se je končal z izenačenjem 1–1. Jendrišek je hitro postal prva trenerjeva izbira in je samo v prvi polovici sezone 2007/08 vknjižil 16 nastopov in 5 golov. V tem času je zbral tudi 3 podaje.
Druga polovica sezone pa ni bila tako uspešna, saj na naslednjih 10 tekmah ni dosegel nobenega zadetka ter v svojo statistiko prispeval zgolj 1 podajo. Ob tem ga je trener Milan Šašić tudi izključil iz moštva in kot razlog navedel pomanjkanje discipline. Jendrišek je, namesto da bi plačal kazen in si tako omogočil vrnitev v prvo ekipo, kuhal trmo in sprejel nazadovanje v klubsko B moštvo, za katerega je v marcu in aprilu 2008 odigral 4 tekme v 4. nemški ligi.  Kasneje se je za svoje obnašanje opravičil in plačal kazen.  V svoji zadnji tekmi v 4. nemški ligi je sicer dosegel hat-trick proti Mechtersheimu. Še pred koncem sezone se je vrnil v Kaiserslauternovo prvo ekipo in bil zopet na voljo trenerju Šašiću.
Na otvoritveni tekmi sezone 2008/09 je Kaiserslautern na gostovanju pri Mainzu 05 po prvem polčasu že zaostajal z 0-3. Trener je med polčasom naredil nekaj sprememb, med drugim je v igro poslal tudi Jendriška. Slednji se je izkazal in v dveh minutah dosegel dva zadetka ter Kaiserslautern vrnil v igro na tekmi, ki se je nato končala z remijem 3–3. Strelsko razpoložen je bil tudi 17. novembra 2008, tedaj je k zmagi s 6–0 nad Hanso Rostock prispeval dva gola. Jendrišek je sezono 2008/09 zaključil kot najboljši strelec Kaiserslauterna, s 14 zadetki iz 33 nastopov.
V sezoni 2009/10 je znova osvojil prvo mesto na klubski lestvici strelcev, na 31 srečanjih je vknjižil 15 zadetkov, klub pa je v ligi končal na drugem mestu ter se po štirih letih znova vrnil v elitno divizijo nemškega nogometa.

### Schalke 04
29. aprila 2010 je po nemških športnih medijih zaokrožila novica o Jendriškovem odhodu iz Kaiserslauterna po koncu sezone 2009/10. Njegova nova destinacija je postal Schalke 04 iz Gelsenkirchna, s katerim je podpisal triletno pogodbo. 

## Reprezentančna kariera
Jendrišek je svojo reprezentančno kariero pričel že v selekciji do 21 let (U-21), 11. oktobra 2008 pa je debitiral še v članski izbrani vrsti Slovaške. 11. februarja 2009 je dosegel svoj prvi zadetek v dresu z državnim grbom, šlo je za prijateljsko srečanje s Ciprom, ki se je končalo z zmago otočanov 2–3. 
1. aprila 2009 se je med strelce vpisal še na tekmi kvalifikacij za Svetovno prvenstvo 2010, tedaj je zadel odločilni gol ob zmagi v gosteh z 2–1 proti Češki.  V tistem ciklusu se je Slovaška prvič v zgodovini uvrstila na Svetovno prvenstvo in selektor Vladimir Weiss je Jendriška konec maja 2010 tudi uvrstil med potnike na Svetovno prvenstvo v JAR.

### Reprezentančni zadetki
| # | Datum            | Prizorišče      | Nasprotnik | Zadel za | Končni izid | Tekmovanje                          |
| - | ---------------- | --------------- | ---------- | -------- | ----------- | ----------------------------------- |
| 1 | 11. februar 2009 | Nikozija, Ciper | Ciper      | 2–3      | 2–3         | prijateljska tekma                  |
| 2 | 1. april 2009    | Praga, Češka    | Češka      | 2–1      | 2–1         | kvalifikacije za Svetovno prvenstvo |